# 木藤弥太郎
木藤 弥太郎（木藤 彌太郎、きとう やたろう、1872年6月6日（明治5年5月1日） - 1925年（大正14年）9月3日）は、大日本帝国陸軍軍人。最終階級は陸軍少将。功四級。

## 経歴・人物
鹿児島県出身。1894年（明治27年）陸軍士官学校第5期卒業。
1917年（大正6年）8月に陸軍歩兵大佐、1918年（大正7年）7月に歩兵第41連隊長を経て、1922年（大正11年）2月に陸軍少将・歩兵第35旅団長に任官。
その後、歩兵第2旅団長を経て、1925年（大正14年）5月に待命、予備役に編入した。

## 栄典
- 1925年（大正14年）6月24日 - 従四位[3]